# سجادية (الهايي)
سجادية (بالفارسية: سجادیه) هي قرية وتقع في إيران في قسم الهايي الريفي. يقدر عدد سكانها بـ 97 نسمة بحسب إحصاء 2016.